# Stazione di Gerenzano-Turate
Stazione di Gerenzano-Turate vasútállomás Olaszországban, Lombardia régióban, Gerenzano településen.

## Vasútvonalak
Az állomást az alábbi vasútvonalak érintik:
- Saronno-Laveno-vasútvonal

## Kapcsolódó állomások
A vasútállomáshoz az alábbi állomások vannak a legközelebb:
- Stazione di Saronno
- Stazione di Cislago